# Ilex pubescens
Ilex pubescens là một loài thực vật có hoa trong họ Aquifoliaceae. Loài này được Hook. & Arn. mô tả khoa học đầu tiên năm 1833.